# ساترن سری-ال
ساترن سری-ال (Saturn L-Series) یک سری خودرو است که در سال‌های ۲۰۰۰ تا ۲۰۰۵ به تعداد ۴۰۶٬۳۰۰ در ویلمینگتن و ایالات متحده آمریکا تولید شده‌است.
این خودرو در کلاس خودرو سایز متوسط قرار گرفته و طراحی آن خودروهای موتور جلو-محور جلو بوده است. سیستم جعبه‌دندهٔ آن ۴ دنده به دو صورت خودکار و دستی است.